# 中華民國憲法序言

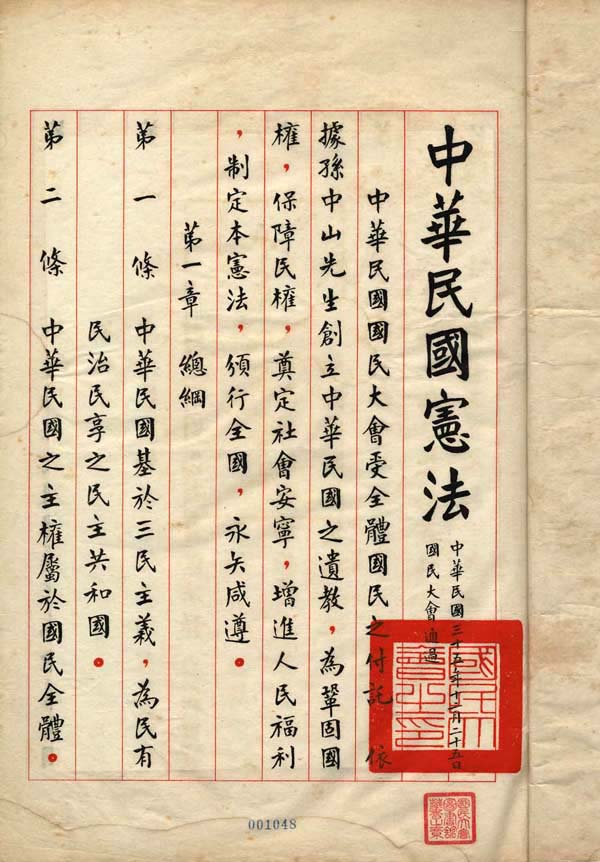
中華民國憲法原件首頁，其中可見憲法序言全部分

中華民國憲法序言是對中華民國憲法的立法目標及基本理念進行介紹的一段非常簡短的弁言。全文只有一句話，精簡說明了其制定機構（「國民大會」），其制定權力來源（「全體（中華民國）國民之付託」），內容制定之根據（「孫中山先生……之遺教」），制定目的（「為鞏固國權……增進人民福利」）等重要構成部分。

## 原文


## 外部鏈接
- 中華民國憲法正文 總統府 （页面存档备份，存于）